# 我思う、故に我あり (穂積安光のエッセイ)
『我思う、故に我あり』（われおもうゆえにわれあり）は、穂積安光のエッセイである。2007年11月に新風舎文庫から出版された。「ものの見方、考え方」から「豊田商事に学ぶもの」までの全9章からなる。

## 内容
実務的な「管理職に求められるもの」に関する疑問から、哲学的な「人は何のために生きるのか」という疑問まで、様々な問題を解析する内容となっている。国内外の例とユーモアを用いて人生の本質に迫ったエッセイとなっている。